# 青森探偵A
『青森探偵A』（あおもりたんてい エー）は、2010年4月4日から2011年3月まで日テレG+で放送されていた旅番組。月ごとに新作更新。
読売新聞社のニュースサイト「YOMIURI ONLINE」でも衛星波放送回を動画配信している。

## 概要
青森県にゆかりのあるタレントが“探偵”となって、番組から受けた指令を調査するという形で青森県の新しい魅力を紹介していく情報旅番組。
毎回、“探偵”が3つのヒントを頼りに青森の観光をして3つの条件全てに当てはまるモノを探していく。基本的に1話完結だが、見つからないと2回に分けられる事もある。

## 放送時間
- 本放送：土曜 22:10 - 22:30 （4月-9月までは日曜同時刻）
- 再放送：月曜 10:10 - 10:30、火曜 22:37 - 23:00、水曜 12:07 - 12:30、木曜 16：30 - 16:50

## 出演
探偵
- 江口ともみ - 青森ローカル番組に出演
- 舞の海 - 鯵ヶ沢町出身
- 林あさ美 - 六ヶ所村出身
- 森藤恵美 - 元青森テレビアナウンサー

ナレーター
- 十日市秀悦 - 八戸市出身。言葉は全て南部弁で話された。

ゲスト
- トリオザポンチョス（2010年10月）
- わさお（2011年2月）

## スタッフ
- 構成：満友研
- リサーチ：出川真弘
- 制作協力：One's One
- 協力：電気事業連合会
- 演出補：由利仁
- ディレクター：伊崎真一郎
- プロデューサー：東海真治
- チーフプロデューサー：田中光輔
- 製作・著作：読売新聞社

## 番組で紹介された発見
最終回は「県内巡って1000キロ!探偵4人の年間報告書」と題して、これまで4人の探偵が見つけ出した100個の名物や名産品を一挙に振り返る総集編が放送された。ダイジェストVTRで99個を紹介した後、ナレーターの「最後の1つ、100番目はぜひ皆さんが現地に足を運んで見つけてみてください。調査報告お待ちしています」という言葉で番組の最後を締めくくった。
江口探偵の調査報告
| - 1.竹浪比呂央ねぶた研究所 - 2.ねぶたの下絵 - 3.ねぶた師を目指す若者 - 4.田向商店 - 5.アブラツノザメ - 6.サメ節 - 7.さんふり横丁 - 8.さんふり汁 | - 9.三沢航空科学館 - 10.ミス・ビードル号 - 11.古牧温泉 青森屋 - 12.ホッキ漬け丼 - 13.バラ焼き丼 - 14.スコップ三味線 - 15.ホットアップルサイダー | - 16.カシスジャム - 17.長芋すいとん - 18.長芋スパゲッティ - 19.棒パン - 20.六ヶ所原燃PRセンター - 21.長芋焼酎六趣 - 22.ががしこ |

舞の海探偵の調査報告
| - 23.本州最北端の地 大間町 - 24.あおぞら組 - 25.大漁だべさグッズ - 26.大間のエビちゃん(蛯子良子さん) - 27.マグロの内臓 - 28.のどつこ - 29.おーまぐポット - 30.マグロの皮の酢みそ和え - 31.仏ヶ浦 - 32.ぬいどう食堂 | - 33.キタムラサキウニ - 34.ウニ丼 - 35.みそ貝焼き - 36.海軍コロッケ - 37.海軍コロッケそば - 38.海軍コロッケの歌「うまいして!大湊海軍コロッケ」 - 39.下北コロッキーズ - 40.大間のマグロ丼 - 41.海峡サーモン - 42.焼き干し | - 43.イカ様レース - 44.トントゥビレッジ - 45.大間原子力発電所 - 46.北洋館 - 47.釜臥山 - 48.ベコ餅 - 49.菜の花フェスティバル - 50.恐山 - 51.寒立馬 |

林あさみ探偵の調査報告
| - 52八戸湊駅前朝市 - 53イサバのかっちゃ - 54十和田湖 - 55ヒメマス - 56農林水産部 林幸枝さん - 57サバップル - 58にんにくマン(大坊店長) - 59にんにくソフトクリーム | - 60みろく横丁 - 61八戸せんべい汁 - 62トリオ☆ザ☆ポンチョス - 63好きだDear!八戸せんべい汁 - 64シャモロック - 65ヒメマス押し寿司 - 66八戸前沖サバ - 67にんにくラーメン | - 68.阿房宮 - 69.菊花茶 - 70菊花巻 - 71菊うどん - 72.七戸十和田駅 - 73.いちょう公園・自由の女神～ - 74.日本一のいちょう - 75.法光寺 |

森藤探偵の調査報告
| - 76.新青森駅 - 77.決め手くん - 78.りん太くん - 79.シャコちゃん - 80.つがーるちゃん - 81.きくや商店 - 82.わさお - 83.舞の海記念館 | - 84.ストーブ列車 - 85.斜陽館 - 86.太宰治 直筆の原稿 - 87.中学時代に描かれたスケッチ - 88.赤〜いりんご - 89.りんごのチーズケーキ - 90.地元食材のペットフード - 91.こめたま | - 92.喫茶 駅舎 - 93.懐かしい電話機 - 94.馬まん - 95.硬券 - 96.立ちねぷた - 97.なおじろうチャンポン - 98.イカ焼き - 99.ナレーター 十日市秀悦 |

## 放送リスト
| 回 | 初回放送日    | 探偵       | 放送内容                             |
| -- | ------------- | ---------- | ------------------------------------ |
| 1  | 2010年 4月4日 | 江口ともみ | 青森市の新しい味を調査せよ!          |
| 2  | 5月2日        | 江口ともみ | 入手困難!幻の逸品を調査せよ          |
| 3  | 6月6日        | 江口ともみ | 江口探偵 調査報告書                  |
| 4  | 7月4日        | 舞の海     | 本州最北端で名物かっちゃを探せ!      |
| 5  | 8月1日        | 舞の海     | 地産地消 下北地域グルメを調査せよ!   |
| 6  | 9月5日        | 舞の海     | 舞の海探偵 調査報告書                |
| 7  | 10月2日       | 林あさ美   | 海外からも注目!郷土料理の逸品を探せ  |
| 8  | 11月6日       | 林あさ美   | 子供に人気の新メニューを探せ!        |
| 9  | 12月4日       | 林あさ美   | 林探偵 調査報告書                    |
| 10 | 2011年 1月1日 | 森藤恵美   | 東北新幹線に負けない人気者を探せ!    |
| 11 | 2月5日        | 森藤恵美   | 続!東北新幹線に負けない人気者を探せ! |
| 12 | 3月5日        | 全出演者   | 探偵4人の年間報告書                  |